# Berthella

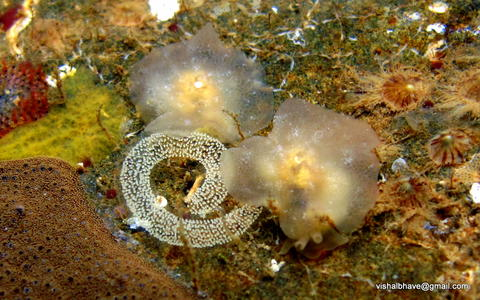
Pareja de B. stellata junto a una puesta de huevos

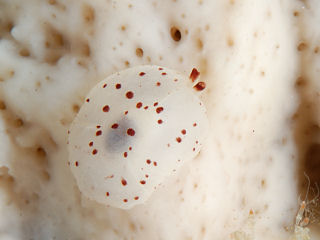
Ejemplar juvenil de B. martensi

Berthella es un género de moluscos opistobranquios de la familia Pleurobranchidae.

## Morfología
El cuerpo es de forma elíptica o convexa, con un notum, o manto, relativamente liso. Cuentan con glándula metapodial; una concha interna oval; el raquis de la branquia generalmente liso; el ano se sitúa en frente del medio de la membrana branquial; los dientes de la rádula son en forma de gancho, en ocasiones con un dentículo en la base de algunos dientes laterales; carecen de dientes raquídeos; cuentan con elementos mandibulares con cuchillas lisas o dentadas; y con glándula penial.
Para investigar el medio utilizan dos tentáculos situados en la cabeza, llamados rinóforos, que les sirven para oler y detectar estímulos químicos. En la parte lateral derecha del dorso, tienen una branquia, unida al cuerpo en su mayor parte, que no es visible por estar recubierta por el manto. 
Alguna de sus especies, como Berthella martensi, posee la facultad de autotomía, desprendiéndose de partes de su manto si el animal se ve amenazado.

## Alimentación
Son predadores carnívoros, alimentándose principalmente de esponjas, como Oscarella lobularis, u Oscarella carmela.

## Reproducción
Como todos los opistobránquios, son hermafroditas, poseen tanto pene como vagina, que están situados en el lado anterior derecho del cuerpo. Producen tanto huevos como esperma. Las masas de huevos las depositan en cintas con forma de espiral.
Tras la fertilización, los huevos eclosionan larvas planctónicas a los 8 días de la ovoposición, que cuentan con una concha para protegerse durante la fase larval. La larva deambula por la columna de agua hasta que encuentra una fuente de comida, entonces se adhiere y metamorfosea al animal adulto.

## Hábitat y distribución
Se distribuye en aguas templadas y tropicales de los océanos Atlántico, incluido el Mediterráneo, e Indo-Pacífico.
Asociados a zonas rocosas y arrecifes de coral, son bénticos. Se localizan desde 0 hasta los 96 m de profundidad.

## Especies
El Registro Mundial de Especies Marinas reconoce las siguientes especies en el género Berthella:
- Berthella africana (Pruvot-Fol, 1953)
- Berthella agassizii (MacFarland, 1909)
- Berthella americana (A. E. Verrill, 1885)
- Berthella aurantiaca (Risso, 1818)
- Berthella californica (Dall, 1900)
- Berthella elongata (Cantraine, 1835)
- Berthella grovesi Hermosillo & Valdés, 2008
- Berthella lowei (Watson, 1897)
- Berthella martensi (Pilsbry, 1896)
- Berthella medietas Burn, 1962
- Berthella ocellata (Delle Chiaje, 1830)
- Berthella ornata (Cheeseman, 1878)
- Berthella patagonica (d'Orbigny, 1835)
- Berthella pellucida (Pease, 1860)
- Berthella platei (Bergh, 1898)
- Berthella plumula (Montagu, 1803)
- Berthella punctata Alvim & Pimenta, 2015
- Berthella serenitas (Burn, 1962)
- Berthella sideralis Lovén, 1846
- Berthella spatula Ortea, Moro & Caballer, 2014
- Berthella stellata (Risso, 1826)
- Berthella strongi (MacFarland, 1966)
- Berthella tamiu Ev. Marcus, 1984

Especie cuya validez taxonómica es incierta o disputada por expertos:
- Berthella dautzenbergi (Watson, 1897) (taxon inquirendum)

## Galería

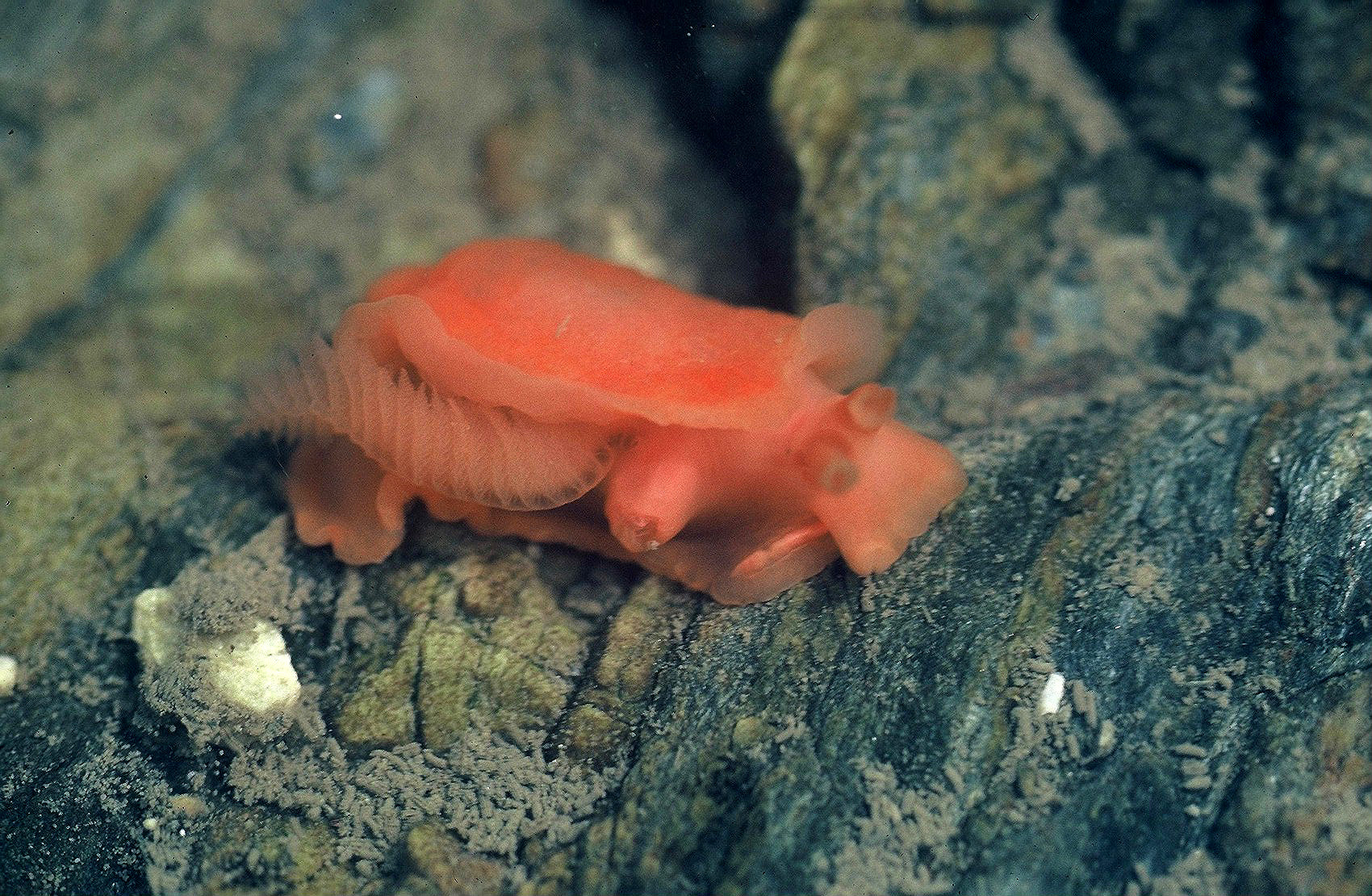
Berthella aurantiaca
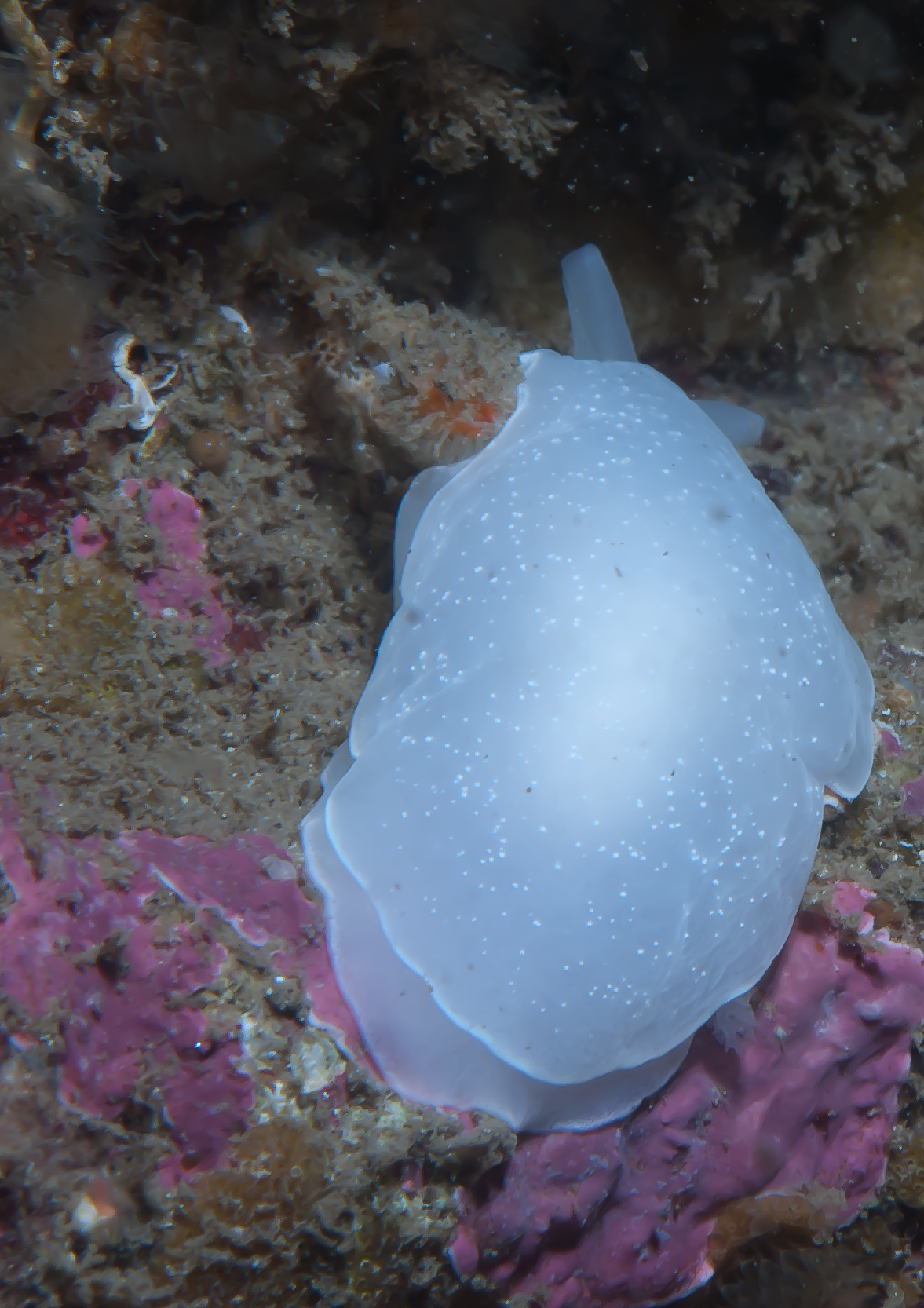
Berthella californica
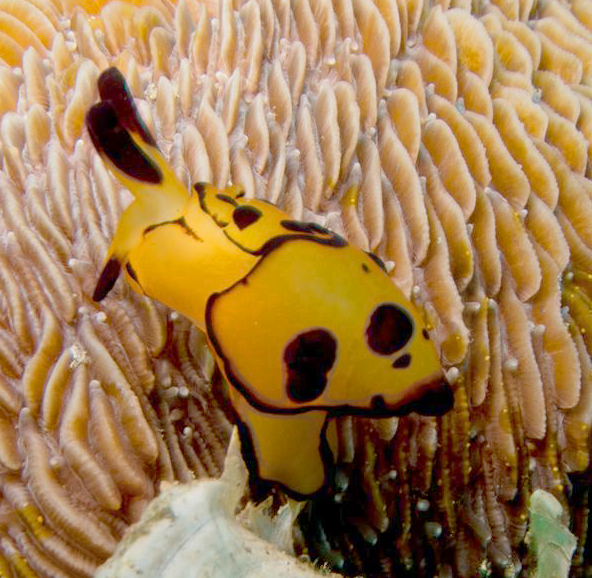
Berthella martensi
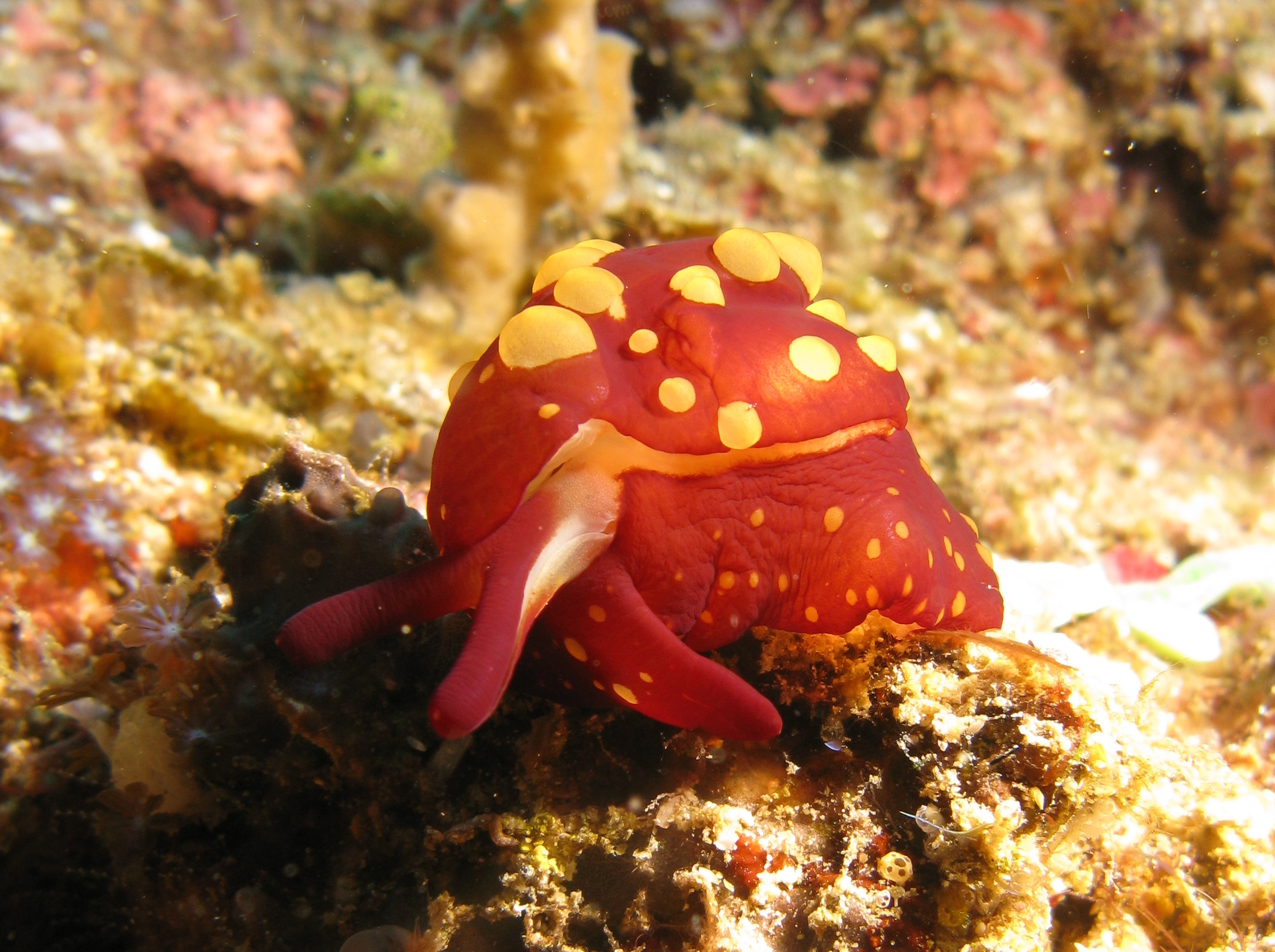
Variación de coloración de B. martensi
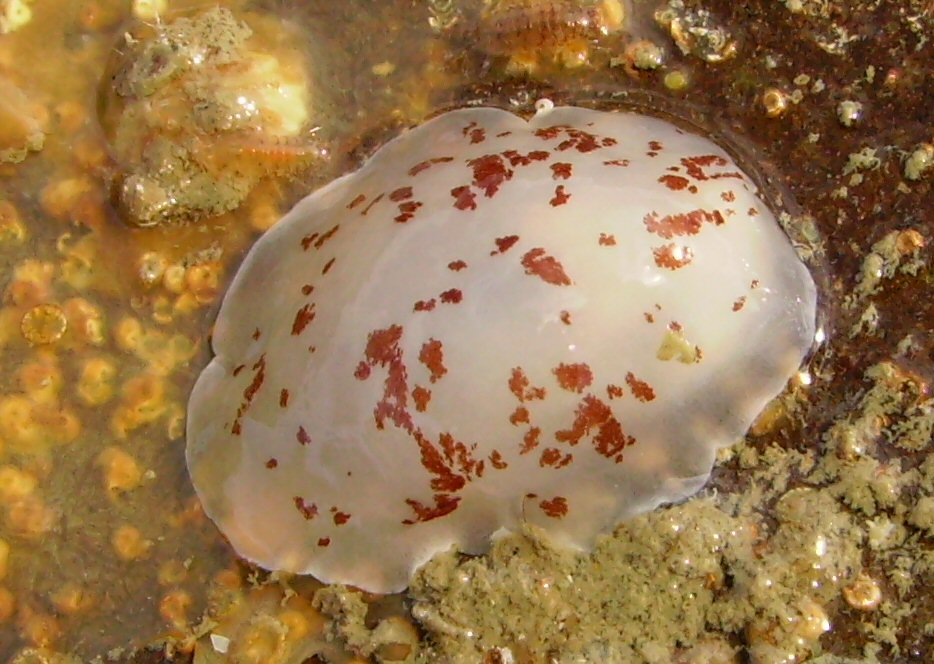
Berthella ornata
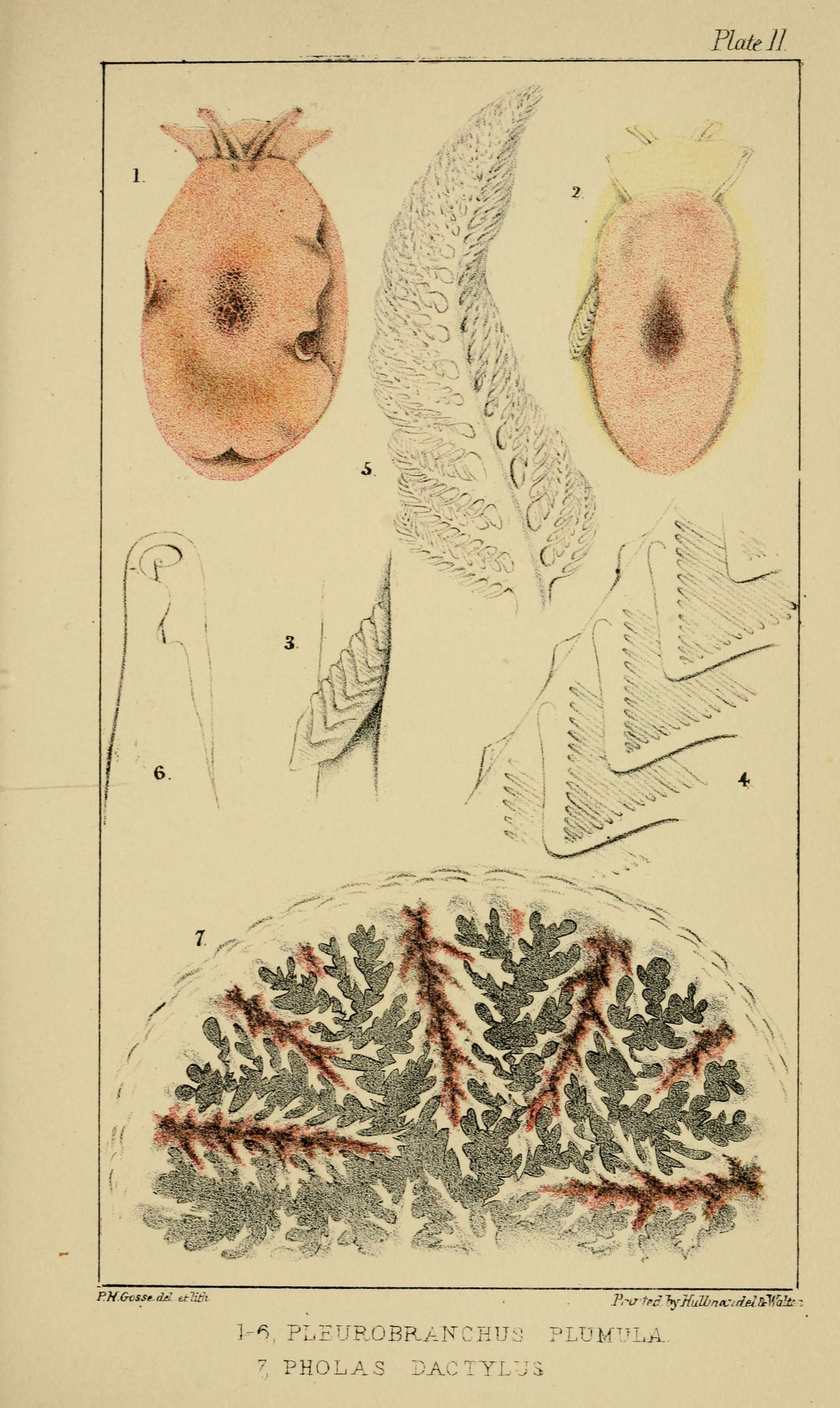
Berthella plumula
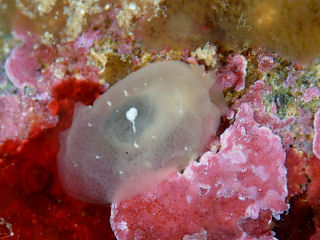
Berthella stellata

Especies cuyo nombre ha dejado de ser aceptado por sinonimia:
- Berthella albocrossata Heller & Thompson T., 1983 aceptada como Berthella stellata (Risso, 1826)
- Berthella canariensis Cervera, Gosliner, Garcia Gomez & Ortea, 2000 aceptada como Berthella africana (Pruvot-Fol, 1953)
- Berthella circularis Mörch, 1863 aceptada como Berthellina circularis (Mörch, 1863)
- Berthella edwardsii Vayssière, 1897 aceptada como Berthellina edwardsii (Vayssière, 1897)
- Berthella granulata (Krauss, 1848) aceptada como Berthellina granulata (Krauss, 1848)
- Berthella kaniae Sphon, 1972 aceptada como Berthella martensi (Pilsbry, 1896)
- Berthella minor Bergh, 1905 aceptada como Berthellina minor (Bergh, 1905)
- Berthella porosa Blainville, 1824 aceptada como Berthella plumula (Montagu, 1803)
- Berthella postrema Burn, 1962 aceptada como Berthella stellata (Risso, 1826)
- Berthella quadridens Mörch, 1863 aceptada como Berthellina quadridens (Mörch, 1863)
- Berthella tupala Er. Marcus, 1957 aceptada como Berthella stellata (Risso, 1826)